# Degna Djan
Degna Djan (fl. IX-X secolo) è stato un imperatore del regno di Axum (IX o X secolo).
Paul B. Henze riporta che il suo nome sul trono era " 'Anbasa Wedem ", che la tradizione afferma fosse il nome del figlio maggiore.  Suo figlio minore era Dil Na'od.
EA Wallis Budge fornisce un resoconto della tradizione più familiare su Degna Djan, secondo cui sul letto di morte chiese all'Abuna  (patriarca) Pietro di decidere quale dei suoi due figli dovesse succedergli. Abuna Peter scelse Del Na'od, ma sconvolto dalla decisione 'Si dice che Abasa Wedem abbia corrotto un monaco egiziano Mennas per andare ad Alessandria e convincere il patriarca di Alessandria a rimuovere il Vescovo Pietro in modo che 'Anbasa Wedem potesse reclamare il trono. Mennas tornò con documenti falsi che lo resero Patriarca e consacrò 'Anbasa Wedem re. I sostenitori di Del Na'od raccolsero quindi truppe e deposero 'Anasa Wedem; dopo aver appreso la verità, il patriarca Cosma scomunicò Mennas, ma a quel tempo Mennas era morto. 
Taddesse Tamrat ripete le tradizioni secondo cui Degna Djan guidò spedizioni militari fino a Ennarea, e comandava attività missionarie negli altopiani di Angot e nella successiva provincia di Amhara .  Poiché il Gadla di San Tekle Haymanot afferma che Degna Djan visse 18 generazioni - o 400–600 anni - prima del santo (1215 circa), "questo porta Digna-Jan alla prima metà del IX secolo". 
Taddesse Tamrat menziona anche una tradizione che fa di lui, non suo figlio Dil Na'od, l'ultimo re di Axum.